# Серміде
Серміде (італ. Sermide) — муніципалітет в Італії, у регіоні Ломбардія, провінція Мантуя.
Серміде розташоване на відстані близько 360 км на північ від Рима, 175 км на схід від Мілана, 45 км на південний схід від Мантуї.
Населення — 6252 особи (2014).
Щорічний фестиваль відбувається 29 червня. Покровитель — святий Петро.

## Демографія
Населення за роками:

Станом на 1 січня 2023 року в муніципалітеті офіційно проживало 1136 іноземців з 33 країн, серед них 161 громадянин країн Євросоюзу та 12 громадян України.

## Сусідні муніципалітети
- Бондено
- Кальто
- Карбонара-ді-По
- Кастельмасса
- Кастельново-Баріано
- Фелоніка
- Маньякавалло
- Мірандола
- Поджо-Руско